# Nevskiye Nunataks
Die Nevskiye Nunataks (russisch Скали Невски Skali Newski) sind eine Gruppe  versträuter Nunatakker im ostantarktischen Königin-Maud-Land. Sie ragen in den Drygalskibergen der Orvinfjella auf und bestehen aus den Sørensen-Nunatakkern und den Hemmestadskjera.
Kartographen des Norsk Polarinstitutt kartierten sie anhand von Vermessungen und Luftaufnahmen der Dritten Norwegischen Antarktisexpedition (1956–1960). Sowjetische Wissenschaftler kartierten sie 1961 erneut und gaben ihnen ihren Namen. Dieser bedeutet übersetzt „Felsen der Newa“. Das Advisory Committee on Antarctic Names übertrug die russische Benennung 1970 in einer angepassten Teilübersetzung ins Englische.